# Myrmekiaphila flavipes
Espèce
Synonymes
- Aptostichus flavipes Petrunkevitch, 1925

Myrmekiaphila flavipes est une espèce d'araignées mygalomorphes de la famille des Euctenizidae.

## Distribution
Cette espèce est endémique d'Indiana aux États-Unis,. Elle a été découverte dans le comté de Lawrence.

## Description
La femelle holotype mesure 17,5 mm.

## Publication originale
- Petrunkevitch, 1925 : Descriptions of new or inadequately-known American spiders. Annals of the Entomological Society of America, vol. 18, no 3, p. 313-322 (texte intégral).